# Nitrianska Streda
Nitrianska Streda és un poble i municipi d'Eslovàquia que es troba a la regió de Nitra, al sud-oest del país.
La primera menció escrita de la vila es remunta al 1278. En concret, s'esmenta com una propietat de Zeredahel, que al segle xiii va passar a la família Ludanick i després a Matus Cak. El rei Carles I d'Hongria el donaria a la família Ravasz, des del 1410 va pertànyer al noble polonès Donin i el 1419 va ser adquirit pels Zerdahelyi, nobles originaris de Bicske. Al segle XVI aquesta família es va dividir en una branca evangèlica i una de catòlica.
El 2011 tenia 731 habitants. La principal indústria del poble és la indústria tèxtil. Al poble hi ha una escola de primària, una llar d'infants i un centre cultural.

## Demografia
| Godina             | 1994 | 2004    | 2014   | 2024   |
| ------------------ | ---- | ------- | ------ | ------ |
| Nombre de persones | 666  | 757     | 767    | 738    |
| Diferència         |      | +13,66% | +1,32% | −3,78% |

| Godina             | 2023 | 2024   |
| ------------------ | ---- | ------ |
| Nombre de persones | 741  | 738    |
| Diferència         |      | −0,40% |